# دریاچه بوستاخ
دریاچه بوستاخ (انگلیسی: Lake Bustakh) یک دریاچه در جمهوری یاقوتستان کشور روسیه است.